# Lawrence Ferlinghetti

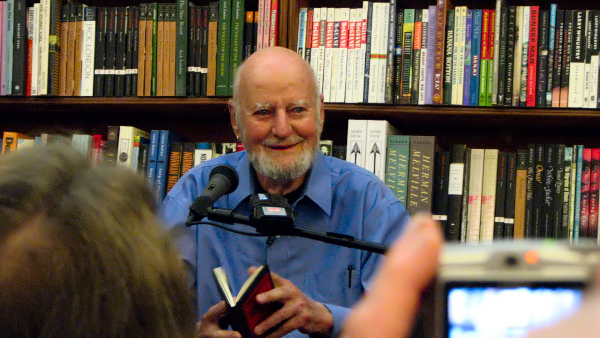
Ferlinghetti bij een voorlezing in de City Lights Bookstore, San Francisco, in 2007

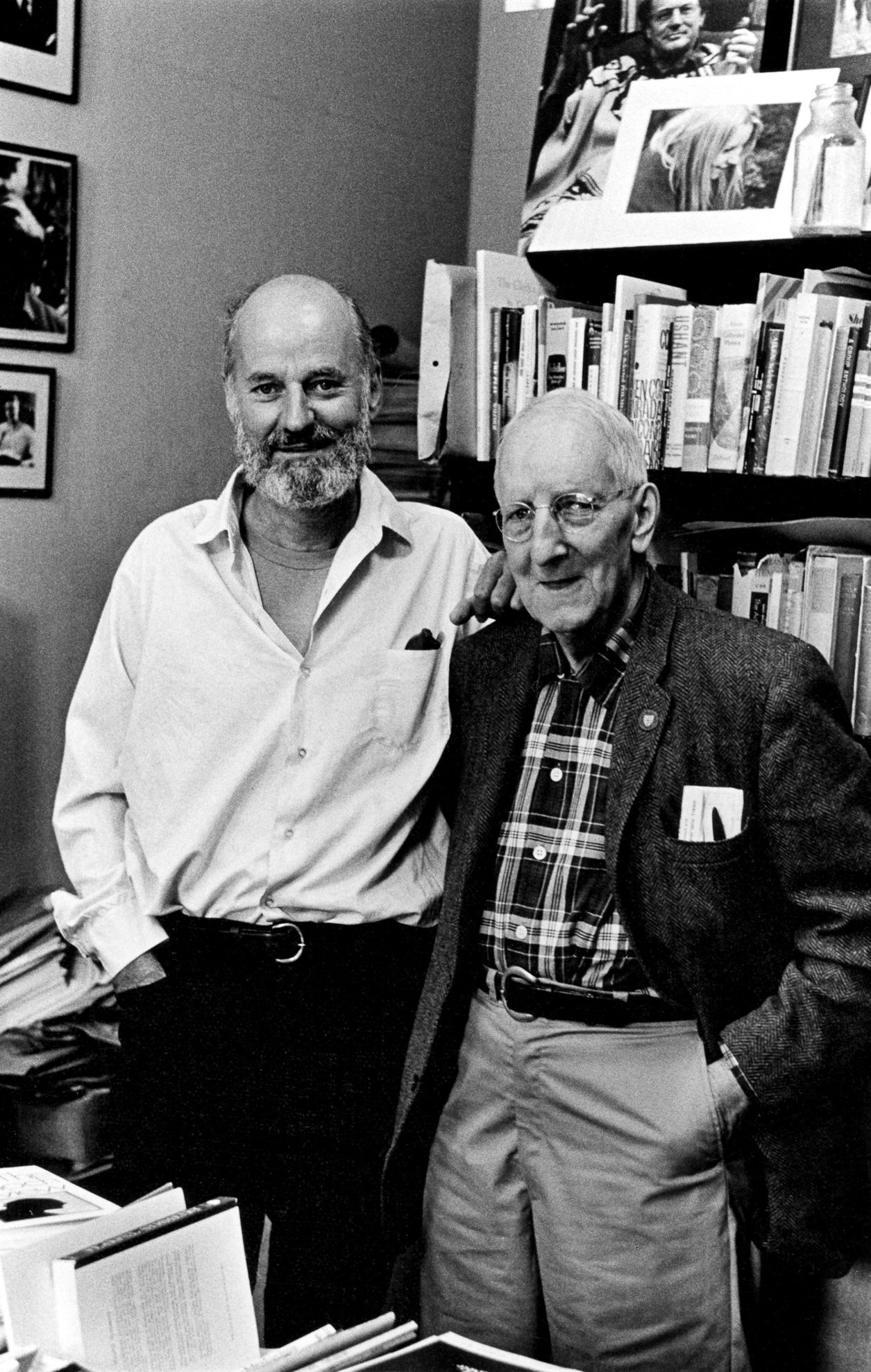
Ferlinghetti (links) in de Grolier Poetry Bookshop, Cambridge (Massachusetts), met eigenaar Gordon Cairnie, 1965

Lawrence Ferlinghetti (Yonkers (New York), 24 maart 1919 – San Francisco, 22 februari 2021) was een Amerikaanse schrijver en dichter. Hij wordt vooral geassocieerd met de Beatgeneration.

## Leven en werk

### Vroege leven
Ferlinghetti had een Italiaanse vader en een Portugees-Franse moeder. Zijn vader overleed kort na zijn geboorte en zijn moeder werd opgenomen in een psychiatrisch ziekenhuis, waarna hij vijf jaar lang bij een tante in Frankrijk woonde. Na zijn terugkeer naar de Verenigde Staten kwam hij in een weeshuis terecht en ging hij uiteindelijk journalistiek studeren aan de Universiteit van North Carolina te Chapel Hill. Tijdens de Tweede Wereldoorlog diende hij bij de marine, vocht in de Pacific en bezocht na het vallen van de atoombom het verwoeste Nagasaki, een ervaring die hem voor de rest van zijn leven tot pacifist zou maken. Na de oorlog studeerde hij Engelse literatuur aan de Columbia-universiteit in New York en de Sorbonne in Parijs, en raakte hij sterk geïnteresseerd in moderne literatuur van onder anderen John Dos Passos, James Joyce, Walt Whitman, T.S. Eliot, Ezra Pound, Thomas Wolfe en Ernest Hemingway.

### Artistiek leven

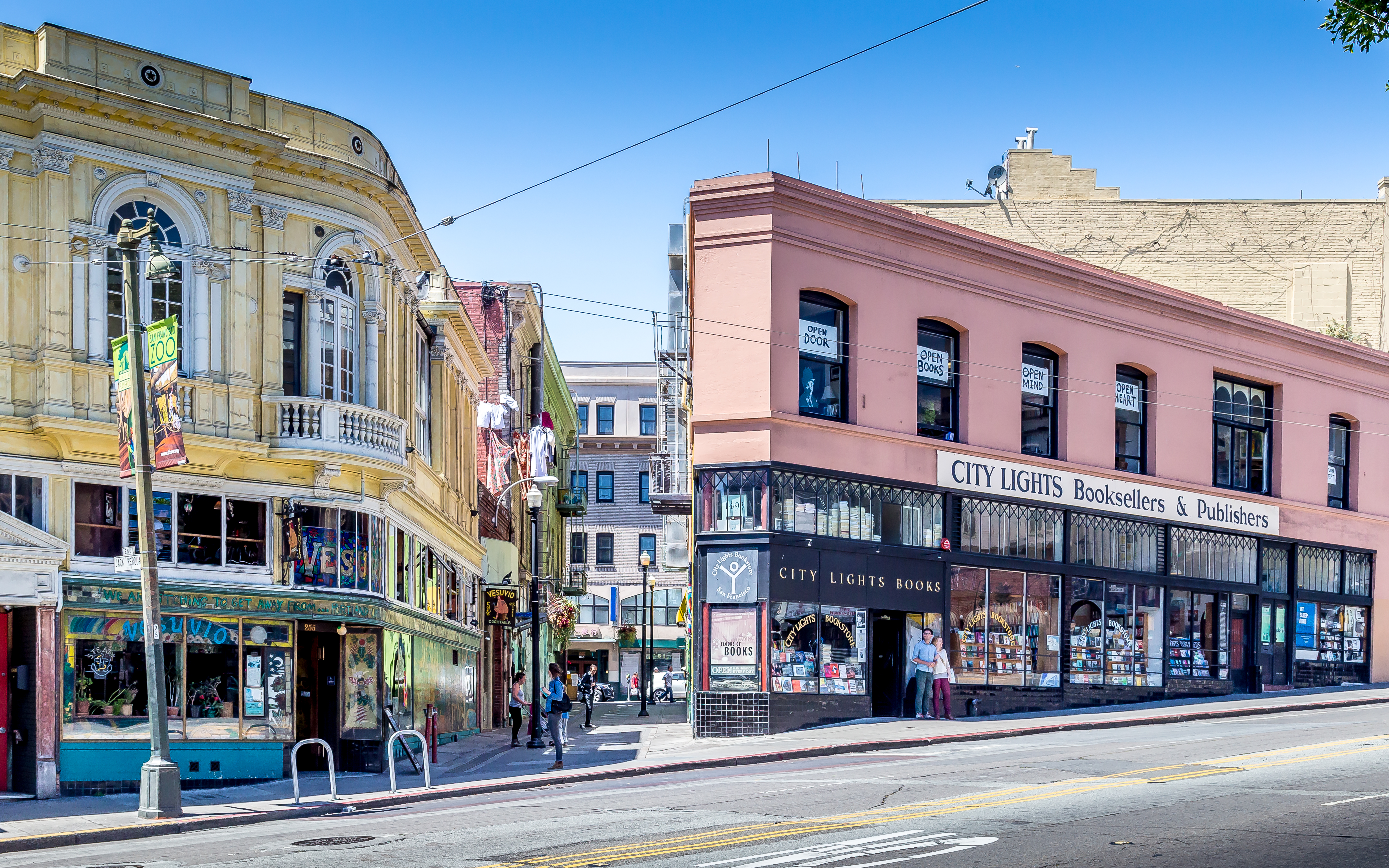
City Lights Bookstore, San Francisco

In 1951 keerde Ferlinghetti terug naar Amerika, waar hij trouwde. Hij publiceerde, aanvankelijk onder de naam Lawrence Ferling, zijn eerste poëzie in het tijdschrift City Lights van Peter D. Martin. In 1953 begon hij in San Francisco, samen met Martin, die zich na twee jaar terugtrok, de fameuze City Lights Bookstore, die snel uitgroeide tot een trefpunt voor avant-gardistische schrijvers. Hij werd er uitgever van de Pocket Poet Series waarmee hij de toen nog sterk controversiële 'beatpoëzie' van bijvoorbeeld Allen Ginsberg, Jack Kerouac en Gregory Corso stimuleerde. Als lid van de poëziebeweging San Francisco Renaissance debuteerde Ferlinghetti in 1955 met de bundel Pictures from the Gone World. Net als in A Coney Island of the Mind (1958) en Starting from San Francisco bevat deze bundel gedichten die primair bedoeld zijn om in het openbaar gelezen te worden, vol retoriek en herhalingen, vaak begeleid door jazzmuziek. Zijn gedichten spelen sterk in op de actualiteit, nodigen uit tot discussie en roepen op tot persoonlijke stellingname. Een voorbeeld hiervan is zijn tegen Richard Nixon gerichte satire Tyrannosaurus Nix. Mede door het publieke karakter krijgt Ferlinghetti wel het verwijt dat zijn poëzie clichématig is en gericht op effect.
Ferlinghetti stelde zich steeds fel antikapitalistisch op, was onder meer eind jaren zestig actief in de beweging tegen de Vietnamoorlog, en gold eind jaren zestig als een belangrijke exponent van de hippiecultuur. 
Net als de meeste schrijvers van de Beat Generation werd hij sterk beïnvloed door Oosterse filosofie. Zo is zijn lange gedicht Back Roads to far Places (1973), gedrukt in kalligrafie, geïnspireerd op Japanse poëzie en boeddhistische teksten.
Naast poëzie schreef Ferlinghetti ook experimenteel toneel, reisverhalen en filmscripts. Hij vertaalde poëzie uit het Frans, onder wie Jacques Prévert. Veel werk van Ferlinghetti werd op muziek gezet door vooraanstaande popartiesten, onder wie Roger McGuinn en Bob Dylan. Tijdens het door Martin Scorsese verfilmde laatste optreden van The Band in 1976, The Last Waltz, droeg hij zijn gedicht Loud Prayer voor.
Ferlinghetti was ook actief als kunstschilder. Hij werkte vaak in een expressionistische stijl.

### Overlijden
Lawrence Ferlinghetti overleed in 2021 in zijn woning in San Francisco op 101-jarige leeftijd aan een longziekte.

## Bibliografie

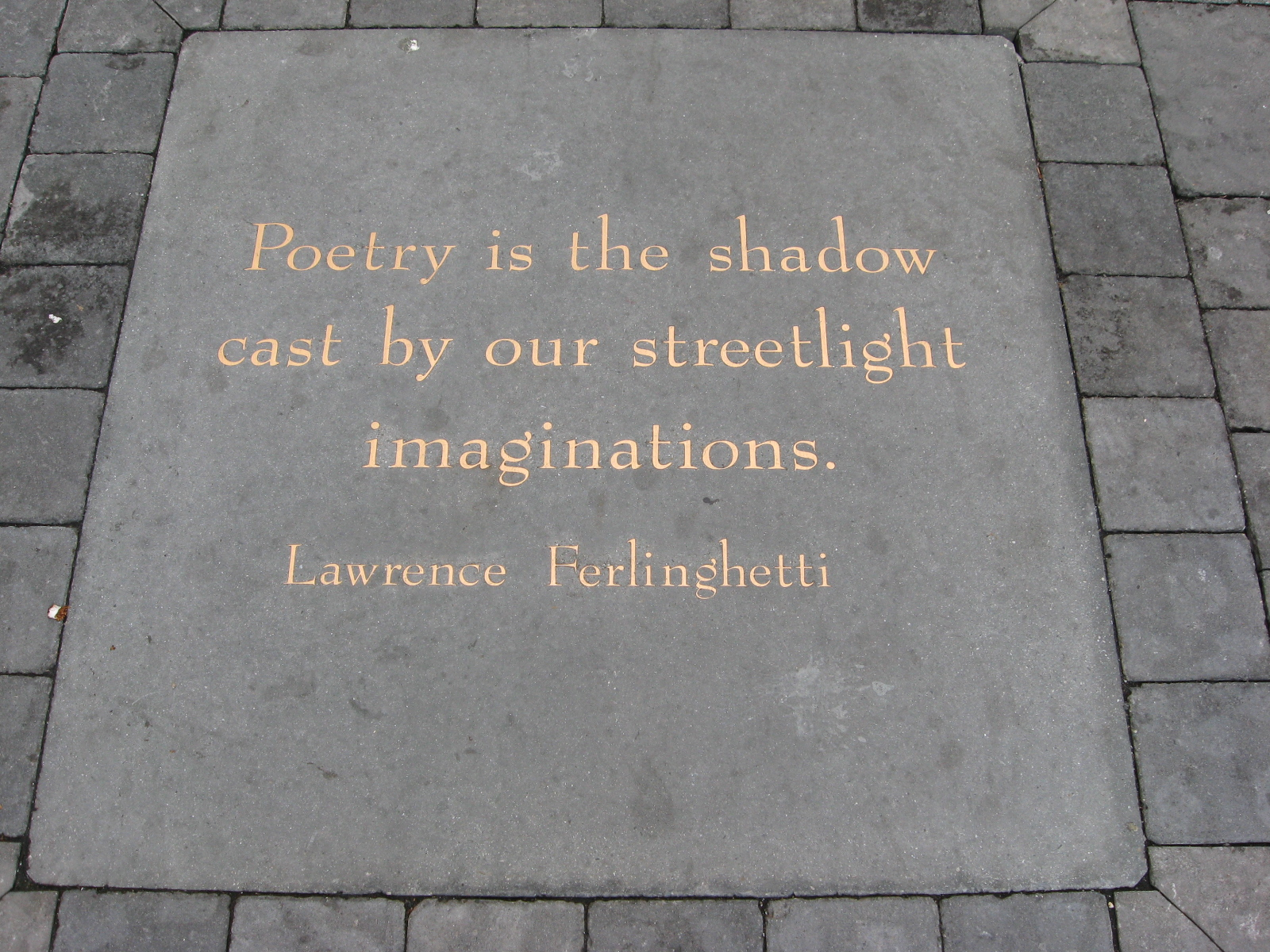
Plaquette op de Jack Kerouac Alley, San Francisco.